# Tournee Rosy
Tournee Rosy (ang. Rosa: The Movie, 2007) – szwedzki film wyreżyserowany przez Manne Lindwall. W Polsce emitowany na za pośrednictwem kanału ZigZap. Film powstał na podstawie serialu "Livet enligt Rosa".

## Opis fabuły
Rosa (Anna Ryrberg) ma 15 lat i jest nastoletnią gwiazdą popu. Gwiazda, która zawsze wcielała się tylko w rolę sławy, wyjeżdża na tydzień na letni obóz. Tam poznaje rówieśników i musi nauczyć się, jak to jest być normalnym dzieckiem. Będą jej towarzyszyły pierwsze uczucia, pierwsze złości, pierwsze miłości...

## Obsada
- Anna Ryrberg jako Rosa Nilsson
- Freddy Åsblom jako Ville
- Christopher Mhina jako mir
- Lina Lundberg jako Jessica
- Viktoria Lundell-Salmson jako Galadriel
- Adrian Bursell jako Filip
- Hedvig Heijne jako Klara
- Karin Bogaeus jako Emma
- Malin Zackrisson jako Jasmine
- Erik Johansson jako Danne
- Jovanna Remaeus Jönson jako Anna
- Douglas Johansson jako Labbe
- Cilla Thorell jako Pia Nilsson
- Rafael Edholm jako Jonny
- Lena Bogegård jako Journalist
- Isabell Sollman jako Reporter i dröm
- Rachel Mohlin jako Tv-värd
- Kalled Mustonen jako Blomförsäljare